# Camille Silvy

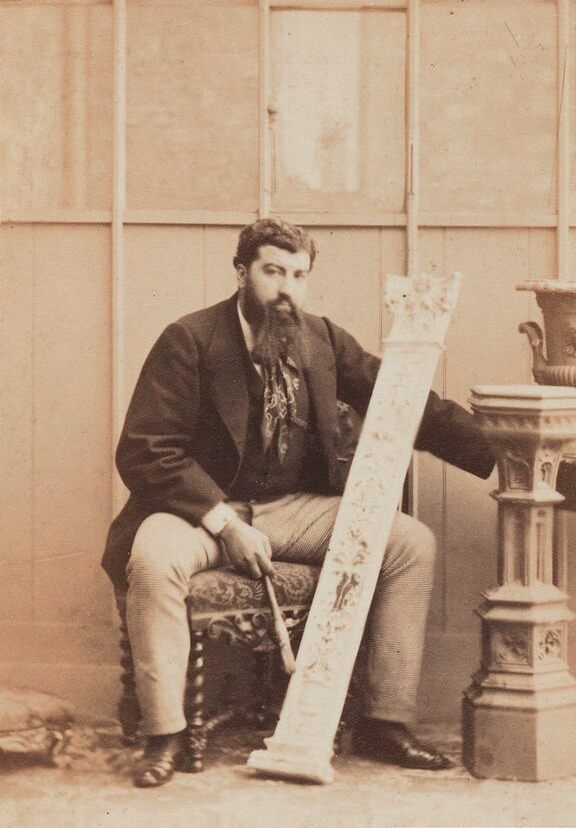
Camille Silvy, 1860

Camille Léon Louis Silvy (* 18. Mai 1834 in Nogent-le-Rotrou, Département Eure-et-Loir; † 2. Februar 1910 in Saint-Maurice) war ein französischer Fotograf.

## Leben und Wirken
Camille Silvy entstammte einer aristokratischen Familie. Er verbrachte während der 1860er Jahre fast zehn Jahre in der Blütezeit der Carte de Visite in England und etablierte sich in London schnell als einer der führenden Porträt- und Landschaftsfotografen. Mit Ausnahme der Königin Victoria, fotografierte Silvy alle Mitglieder der königlichen Familie und den größten Teil der britischen Aristokratie. Wegen gesundheitlicher Probleme kehrte Silvy 1868 nach Frankreich zurück. Die letzten 31 Jahre seines Lebens verbrachte Silvy – vermutlich unter bipolarer Störung leidend – in geschlossenen psychiatrischen Anstalten und starb im Krankenhaus von Saint-Maurice.
Der französische, in England lebende Adlige Camille Silvy gehörte neben Antoine Claudet, Oscar Gustave Rejlander, Walston Caselton und den Schwestern Marion, Jane und Anna Dixon, zu den geschicktesten Landschafts- und Porträtfotografen des 19. und des beginnenden 20. Jahrhunderts. Eines seiner berühmtesten Bilder entstand 1858: La Vallée de l'Huisne (Szene an einem Fluss in Frankreich).

## Fotografien

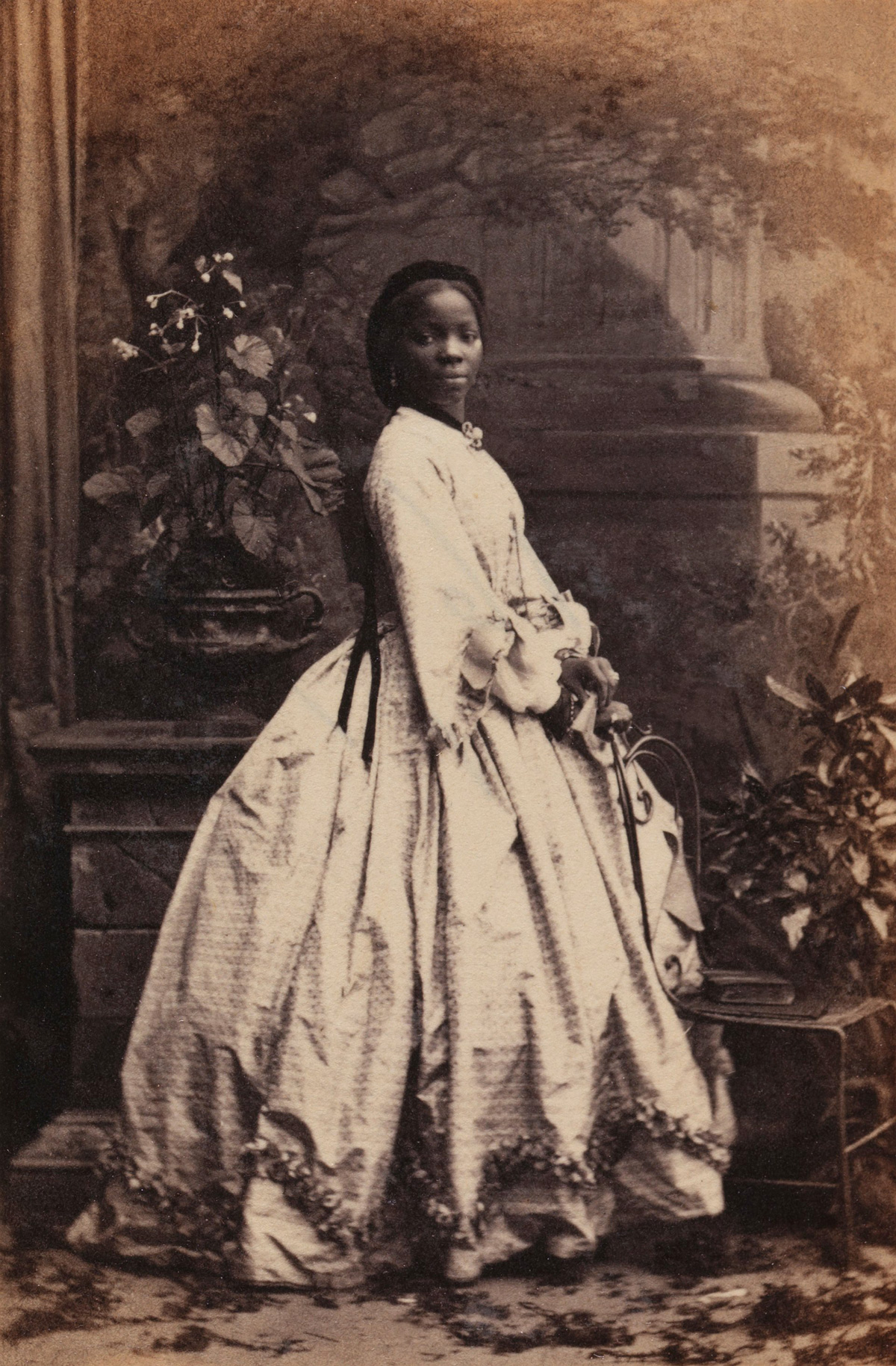
Sarah Davies, 1862
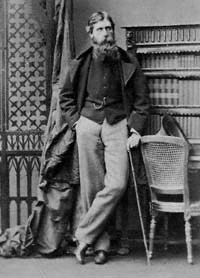
Henry Brougham Loch, um 1861
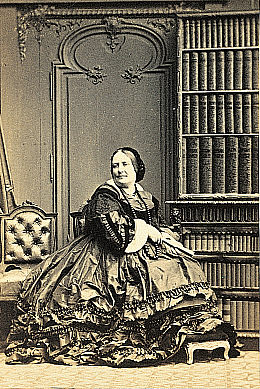
Unbekannte Frau, um 1860
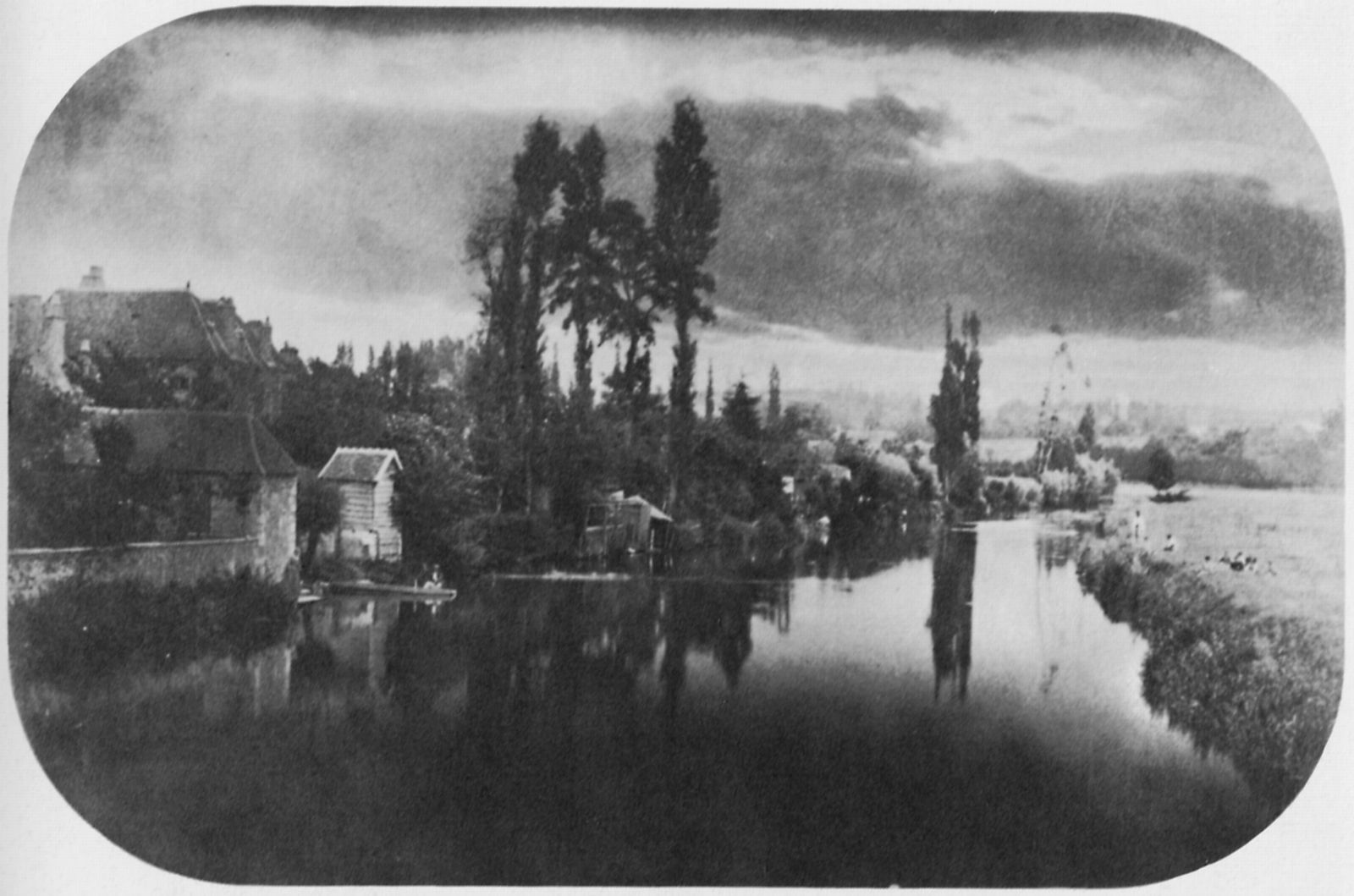
Szene an einem Fluss in Frankreich, 1858

## Fotografie und Malerei im 19. Jahrhundert

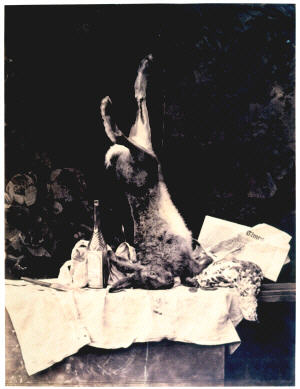
Camille Silvy: Jagdstilleben mit der »Times«, um 1858
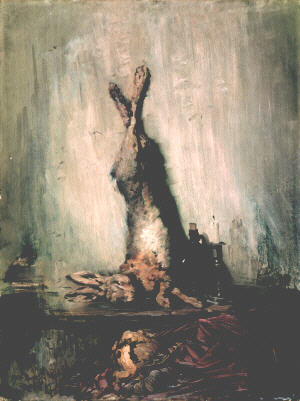
Wilhelm Busch: Großes Stilleben mit totem Hasen, 1870